# Hochmoselbrücke
Hochmoselbrücke – most drogowy przez dolinę rzeki Mozeli w pobliżu miejscowości Ürzig w Niemczech, w ciągu nowej drogi federalnej B50 (Bundesstrasse 50). Nowa przeprawa mostowa ma poprawić warunki komunikacyjne pomiędzy rejonem Frankfurtu i portami morskimi w Belgii i Holandii.
Most stalowy o długości 1702 metrów składa się z 11 przęseł. Most o maksymalnej wysokości nad lustrem wody 158 m wsparty jest na 10 betonowych pylonach o zmiennej wysokości od 15 do 150 m. Na moście szerokości 29 m są dwie jezdnie dwupasmowe.
Most wybudowany został przez konsorcjum firm: Eiffel Deutschland oraz Porr Technobau und Umwelt w latach 2011–2016. Koszt budowy mostu wynosi 400 mln euro.